# Stabilus
Stabilus este o companie producătoare de arcuri cu gaz din Germania.
Este unul dintre cei mai importanți producători mondiali de arcuri cu gaz și amortizoare hidraulice pentru scaunele ergonomice folosite în industria auto
Cu liniile sale de producție pentru arcuri cu gaz și amortizoare hidraulice de vibrații, Stabilus are o producție anuală de peste 100 de milioane de bucăți.
Cifra de afaceri în 2005: 370 milioane euro

## Stabilus în România
Stabilus este prezentă și în România, unde deține o fabrică la Sânpetru, județul Brașov inaugurată în noiembrie 2005, în urma unei investiții de 10 milioane de euro.
Fabrica are o suprafață de 10.000 de metri pătrați și o capacitate totală de producție de 6,5 milioane de arcuri cu gaz.